# Palhinha (fotbalista, 1950)
Vanderlei Eustáquio de Oliveira, známý jako Palhinha (11. června 1950 Belo Horizonte – 17. července 2023 Belo Horizonte), byl brazilský fotbalista, útočník. Po skončení aktivní kariéry působil jako trenér.

## Fotbalová kariéra
Hrál v Brazílii za Cruzeiro Belo Horizonte, Corinthians Sao Paulo, Atletico Mineiro Belo Horizonte, Santos FC, CR Vasco da Gama a América FC Belo Horizonte. V jihoamerickém Poháru osvoboditelů nastoupil ve 31 utkáních a dal 25 gólů a v roce 1976 pohár s Cruzeirem vyhrál a byl i nejlepším střelcem tohoto ročníku Poháru osvoboditelů. V Interkontinentálním poháru nastoupil ve 2 utkáních. Za brazilskou fotbalovou reprezentaci nastoupil v letech 1973–1979 v 16 reprezentačních utkáních a dal 3 góly. 

## Ligová bilance
| Ročník                               | Zápasy | Góly | Klub                            |
| ------------------------------------ | ------ | ---- | ------------------------------- |
| Campeonato Brasileiro Série A 1969   | -      | -    | Cruzeiro Belo Horizonte         |
| Campeonato Brasileiro Série A 1970   | -      | -    | Cruzeiro Belo Horizonte         |
| Campeonato Brasileiro Série A 1970   | 14     | 0    | Cruzeiro Belo Horizonte         |
| Campeonato Brasileiro Série A 1972   | 20     | 3    | Cruzeiro Belo Horizonte         |
| Campeonato Brasileiro Série A 1973   | 26     | 11   | Cruzeiro Belo Horizonte         |
| Campeonato Brasileiro Série A 1974   | 23     | 6    | Cruzeiro Belo Horizonte         |
| Campeonato Brasileiro Série A 1975   | 24     | 12   | Cruzeiro Belo Horizonte         |
| Campeonato Brasileiro Série A 1976   | 10     | 5    | Cruzeiro Belo Horizonte         |
| Campeonato Brasileiro Série A 1977   | 13     | 5    | Corinthians Sao Paulo           |
| Campeonato Brasileiro Série A 1978   | 21     | 7    | Corinthians Sao Paulo           |
| Campeonato Brasileiro Série A 1980   | -      | -    | Corinthians Sao Paulo           |
| Campeonato Brasileiro Série A 1980   | 19     | 8    | Atletico Mineiro Belo Horizonte |
| Campeonato Brasileiro Série A 1981   | 13     | 3    | Atletico Mineiro Belo Horizonte |
| Campeonato Brasileiro Série A 1981   | -      | -    | Santos FC                       |
| Campeonato Brasileiro Série A 1982   | 11     | 4    | Santos FC                       |
| Campeonato Brasileiro Série A 1982   | -      | -    | CR Vasco da Gama                |
| Campeonato Brasileiro Série A 1983   | 10     | 4    | Cruzeiro Belo Horizonte         |
| Campeonato Brasileiro Série A 1984   | -      | -    | Cruzeiro Belo Horizonte         |
| CELKEM Campeonato Brasileiro Série A | -      | -    |                                 |